# マルゴー
マルゴー(Margaux)はフランスのヌーヴェル＝アキテーヌ地域圏、ジロンド県の県庁所在地ボルドーの北方、メドック地区にある旧コミューン。2017年1月1日、合併によりコミューン・ヌーヴェル（fr）であるマルゴー＝カントナックとなった。

## 人口統計
| 1962年 | 1968年 | 1975年 | 1982年 | 1990年 | 1999年 | 2006年 |
| ------ | ------ | ------ | ------ | ------ | ------ | ------ |
| 1411   | 1466   | 1420   | 1360   | 1387   | 1338   | 1391   |

参照元=Insee

## ワイン
ワインの村として有名で、メドク地区で最高格付けの1級ワインシャトー・マルゴーなど、優れた赤ワインを産する。